# دون میگل روئیس
دون میگل آنخل روئیس (به اسپانیایی: Don Miguel Ángel Ruiz) (زادهٔ ۲۷ اوت ۱۹۵۲) که بیشتر با عنوان دون میگل روئیس شناخته می‌شود، نویسندهٔ اهل مکزیک و مؤلف چهار میثاق (خِرَد سرخپوستان تولتِک) و متون شمن‌باوری نوین است.
روئیز در مناطق روستایی مکزیک به دنیا آمد و کوچکترین در میان 13 فرزند خانواده بود. او به دانشکده ی پزشکی رفت و جراح شد. روئیز سال ها به همراه برادرانش به انجام امور پزشکی مشغول بود. تصادفی که او را تا آستانه ی مرگ پیش برد، مسیر زندگی اش را تغییر داد. روئیز پس از بهبودی، بی درنگ نزد مادر خود بازگشت تا آموزه های اخلاقی بیشتری را از او فرابگیرد. او سپس به شاگردی یک شمن درآمد و درنهایت به آمریکا مهاجرت کرد. دون میگوئل روئیز که به دو زبان اسپانیایی و انگلیسی مسلط است، اغلب در ایالات متحده سخنرانی هایی انجام می دهد.
آثار او متمرکز بر آموزه های باستانی و قدیمی به عنوان یک راه حل اساسی در جهت رسیدن به روشن گری و بیداری درونی تاکید دارد. آثار « روئیس » در بین اعضای جنبش تفکرات جدید بسیار از اهمیت بالایی برخوردار است. در سال 2018 ، او به عنوان یکی از صد چهره معنوی تاثیر گذار معاصر واتکینز معرفی شد